# انحصارگرایی
انحصارگرایی (به انگلیسی: exclusivism)، عبارت از رفتار انحصارگرایانه است؛ ذهنیتی که مشخصه آن اعتنا نکردن به نظریات و ایده‌هایی است که از نظریات و ایده‌های خود فرد متفاوت بوده یا نحوه تنظیم اشیاء در گروه‌ها با مستثنی قراردادن اشیائی که برخی خصایص مشخص دارند.

## انحصارگرایی دینی
انحصارگرایی دینی، یکی از سه دسته گونه‌شناسی کلاسیک که توسط «آلن ریس» به منظور توصیف ادیان نسبت به یکدیگر ساخته شده‌است، می‌گوید که صرفاً یک دین حامل درک درست از خدا و حقیقت است و رستگاری و بهشت جاودان بستگی به عقیده فرد بر اصول اساسی همان دین داشته و تمامی دیگر ادیان را مستثنی قرار می‌دهد. «دیانا ایک» می‌گوید: «انحصارگرایی فراتر از یک متقاعدسازی ساده نسبت به قدرت دگرگون شوندهٔ الهام بخصوصی است که یک فرد دارد؛ انحصارگرایی متقاعدسازی در مورد نهایی بودن و برتری مطلق آن نسبت به نظریات رقیب است». هرچند انحصارگرایی در اصل تنها برای تعریف مسیحیت به‌کار می‌رفت، اما بر هر نوع نظام عقیدتی دینی قابل تطبیق است و همین‌طور دو دسته دیگر گونه‌شناسی ریس که عبارت از شمول‌گرایی و کثرت‌گرایی، نیز به تمامی ادیان قابل تطبیق می‌باشد. ریس در کتاب خود با عنوان «مسیحیت و گثرت‌گرایی دینی»‏ در ۱۹۸۲ میلادی کثرت‌گرایی را این‌گونه تعریف کرد: تمامی ادیان به‌طور مساوی سودمند هستند و هیچ دینی بر دیگری غالب نیست. شمول‌گرایی سعی می‌کند قطب‌های کثرت‌گرایی و انحصارگرایی را باهم وصل نماید، با انحصارگرایی از این نظر موافق است که تنها یک دین (مسیحیت) بیشترین ارزش را دارد و با کثرت‌گرایی نیز توافق دارد که تمامی ادیان دیگر ارزش قابل‌توجه دارند. درحالی که دسته‌بندی سه‌گانه ریس نقد، تعدیل و رد شده‌است، اما بیشتر مطالعات دینی، دانشجویان و پژوهشگران بین‌الادیانی این گونه‌شناسی را به عنوان یک نقطه آغاز برای گفت‌وگو در مورد تنوع ادیان سودمند می‌دانند.

## گونه‌شناسی سه-نقطه‌ای پایه

### کثرت‌گرایی
کثرت‌گرایی در نتیجه نقد انحصارگرایی به‌میان آمد و می‌گوید که هیچ‌یک از سنن به تنهایی سعادت و رستگاری را در انحصار نداشته و ما هیچ گزینه‌ای برای قضاوت میان ادعاهای رستگاری که از جانب پیروان ادیان مختلف صورت می‌پذیرد، نداریم. «پاول هیجز» پیشنهاد می‌نماید که هر کدام از ادیان «واقعیت متعالی («خدا») را می‌شناسد، منتها از یک چشم‌انداز جزئی»، که بیشتر شبیه حکایت مشهور هفت مرد نابینا و فیل است. «گاوین دی کوستا» می‌گوید، کثرت‌گراها دو نقد اصلی بر انحصارگراها وارد می‌کنند: پیروان سایر ادیان خوب و دوست‌داشتنی هستند و این‌که آن‌ها متون دینی خود را به حد کافی نمی‌دانند. الوین پلانتینگا می‌گوید که مشکل کثرت‌گراها با انحصارگرایی ریشه در غیراخلاقی بودن و خودبینی انحصارگرایی دارد. او از «ویلیام کانت‌ویل اسمیت» نقل قول می‌کند: «مگر این‌که به قیمت بی‌احساسی یا شرارت تمام شود، از لحاظ اخلاقی این امکان‌پذیر نیست تا واقعاً به جهان بیرون برویم و به انسان‌های پارسا، هوشیار و هم‌تایان خود بگوییم: «... ما باور داریم که خدا را می‌شناسیم و ما بر حقیم؛ شما باور دارید که خدا را می‌شناسید و کاملاً در اشتباهید». افزون بر اسمیت، «جان هیک» نیز از طرفداران برجسته کثرت‌گرایی است و می‌نویسد:
[انحصارگرایی] با تأثیرات محنت بار تاریخی خود، اعتبار بخشیدن به قرن‌ها یهودی-ستیزی، استعمار کشورهای که امروزه ما جهان سوم می‌نامیم توسط اروپای مسیحی و سرکوب زنان در یک نظام دینی قویاً پدرسالار، نه تنها باعث بروز انزجار در میان مسیحیان می‌گردد بلکه به بیشتر همسایگان غیر مسیحی ما هشدار داده و منتج به ایجاد موانع نامرئی اما قوی در میان جوامع انسانی می‌گردد.
شایان ذکر است که دی کوستا به‌طور قناعت بخش استدلال نمود که از نظر منطقی کثرت‌گرایی دیگر نمی‌تواند یکی از سه دسته محسوب گردد؛ هر گاه کثرت‌گرایی ادعای حقیقت اخباری را نماید، خود به نوعی از انحصارگرایی مبدل می‌شود.

### شمول‌گرایی
شمول‌گرایان هم‌مانند گاندی بیان می‌کنند که همه یک یهودی، هندو، مسیحی و مسلمان اند.
یک نوع مشخص شمول‌گرایی مسیحی این است: گرچه تنها یک دین یا مکاشفه حقیقت است (مسیحیت)، سایر حقایق نیز می‌تواند به‌صورت جزئی در سایر ادیان یافت گردد. «کارل رانر» به‌طور مجمل بیان می‌کند: «تا آن‌جای که مردم با آگاهی خوب به کارهای خیر که در دین شان است عمل نمایند، پیروان سایر ادیان موهبت خدا را دریافت می‌کنند و 'مسیحی‌های گمنام' هستند، آن‌ها کسانی هستند که توسط مسیح نجات داده می‌شوند، اما آن‌ها خود نمی‌دانند». روحانیون زیادی در سایر ادیان نیز این عقیده را دارند. شمول‌گراها به حکایت گوسفند و بزها در انجیل اشاره می‌نمایند که در این حکایت گوسفند نجات‌یافته از این‌که بزها برای خدمتی که انجام داده‌اند از جانب عیسی پاداش داده می‌شوند، متعجب می‌گردد (کتاب متی، ۲۵:۳۱–۴۰).‏

### انحصارگرایی در مسیحیت و سایر ادیان
از نظر ریس، تاریخچه انحصارگرایی و هم‌چنین شمول‌گرایی در ادیان ابراهیمی به کلام قرآن و کتاب مقدس بر می‌گردد. انحصارگرایان مسیحی به آیه (۱۴:۶) انجیل یوحنا اشاره می‌نمایند که در آن عیسی می‌گوید، «من راه، راستی و حیات هستم. هیچ‌کس جز به وسیلهٔ من نزد پدر نمی‌آید». بعد از مرگ عیسی، شاگرد وی پطرس در انظار عمومی اذعان نمود، «به علاوه، نجات از طریق هیچ‌کس دیگری میسر نیست؛ زیرا هیچ نام دیگری زیر آسمان به انسان‌ها داده نشده‌است که از طریق آن نجات یابیم» (اعمال ۴:۱۲). به همین‌گونه، قرآن نیز در آیه (۳:۸۵) می‌گوید، «هرکه جز اسلام دینی انتخاب کند هرگز از او پذیرفته نیست و او در آخرت از گروه تباه‌کننده‌گانِ [همه سرمایه وجودی خود] خواهد بود». هرچند یهودیت بر رستگاری پافشاری نمی‌کند، اما اولین فرمان (کتاب خروج ۲۰:۳۰) این است، «تو را خدایانِ غیر جز من می‌باشد». ریس می‌گوید، «تنش میان تجربه مسیحی و شناخت روش‌های صحیح بالقوه دیگر خارج از دین مسیحیت در واقع برای همیشه در تاریخ مسیحیت وجود داشته‌است، از همان آغاز و در کلام خود عیسی که در انجیل لوقا آیت ۹:۵۰ می‌گوید، «کسی که مخالف ما نیست طرفدار ماست». «دانیال استرنج» اشاره می‌نماید که ریس فراموش می‌کند تا ذکر نماید که در همان انجیل لوقا آیه (۱۱:۲۳) عیسی می‌گوید، «هر که با من نیست علیه من است».

## بیرون کلیسا هیچ رستگاری نیست
نظریه انحصارگرایی «بیرون کلیسای مسیحی هیچ رستگاری نیست» دارای ریشه کهن بوده به اوریجن در قرن سوم میلادی برمی‌گردد. و درحالی که انجیل پیرامون موضوعاتی چون شمولیت، تنوع و تحمل در کتب عهد عتیق و جدید صحبت می‌کند – رفتار نیک نسبت به خارجیان و مسافرین؛ امید مسیحی‌ها از تمامی ملیت‌ها و زبان‌ها الهام می‌گیرد؛ مراقبت جهانی خداوند و حفظ خلقت؛ وسعت جهانی انجیل و امر مطلق برای رساندن انجیل به تمامی ملت‌ها – آنچه در «شورای فلورانس» در ۱۴۲۲ میلادی بیان شد متجلی احساس قاطع در کلیسا در بیشتر دوره‌های تاریخی آن است: «این شورا به‌طور قاطع باور دارد، اذعان می‌کند و اعلام می‌دارد که آن‌هایی که طبق کلیسای کاتولیک زندگی نمی‌کنند، نه تنها کافران، یهودیان، مشرکین و منافقین نمی‌توانند در زندگی جاودان راه نمی‌یابند، بلکه به‌سوی آتش ابدی که برای ابلیس و [همین‌طور نقل قول شده] فرشته‌هایش آماده شده، می‌روند».